# Derebayındır, Orta
Derebayındır là một xã thuộc huyện Orta, tỉnh Çankırı, Thổ Nhĩ Kỳ. Dân số thời điểm năm 2010 là 94 người.